# Buglossoides permixta
Buglossoides permixta är en strävbladig växtart som först beskrevs av Claude Thomas Alexis Jordan, och fick sitt nu gällande namn av J. Holub. Buglossoides permixta ingår i släktet sminkrötter, och familjen strävbladiga växter. Inga underarter finns listade i Catalogue of Life.